# Eucalyptus albens
Eucalyptus albens ist eine Pflanzenart innerhalb der Familie der Myrtengewächse (Myrtaceae). Das Artepitheton albens (lateinisch) bedeutet weiß, bezieht sich auf das allgemeine Erscheinungsbild des Baumes und die weiße Wachsschicht auf den Blütenknospen und Früchten. Der englischsprachige Trivialname White Box erklärt sich durch die blasse bis weißliche Borke mit schachbrettartigem Muster (box-bark).

## Beschreibung

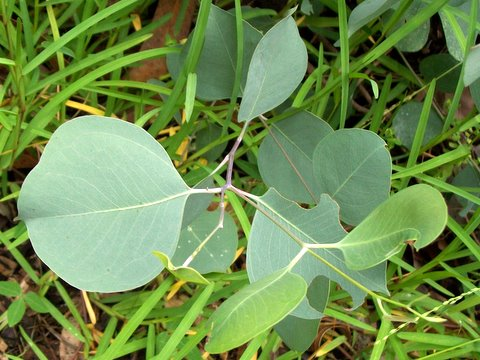
Laubblätter eines jungen Exemplars

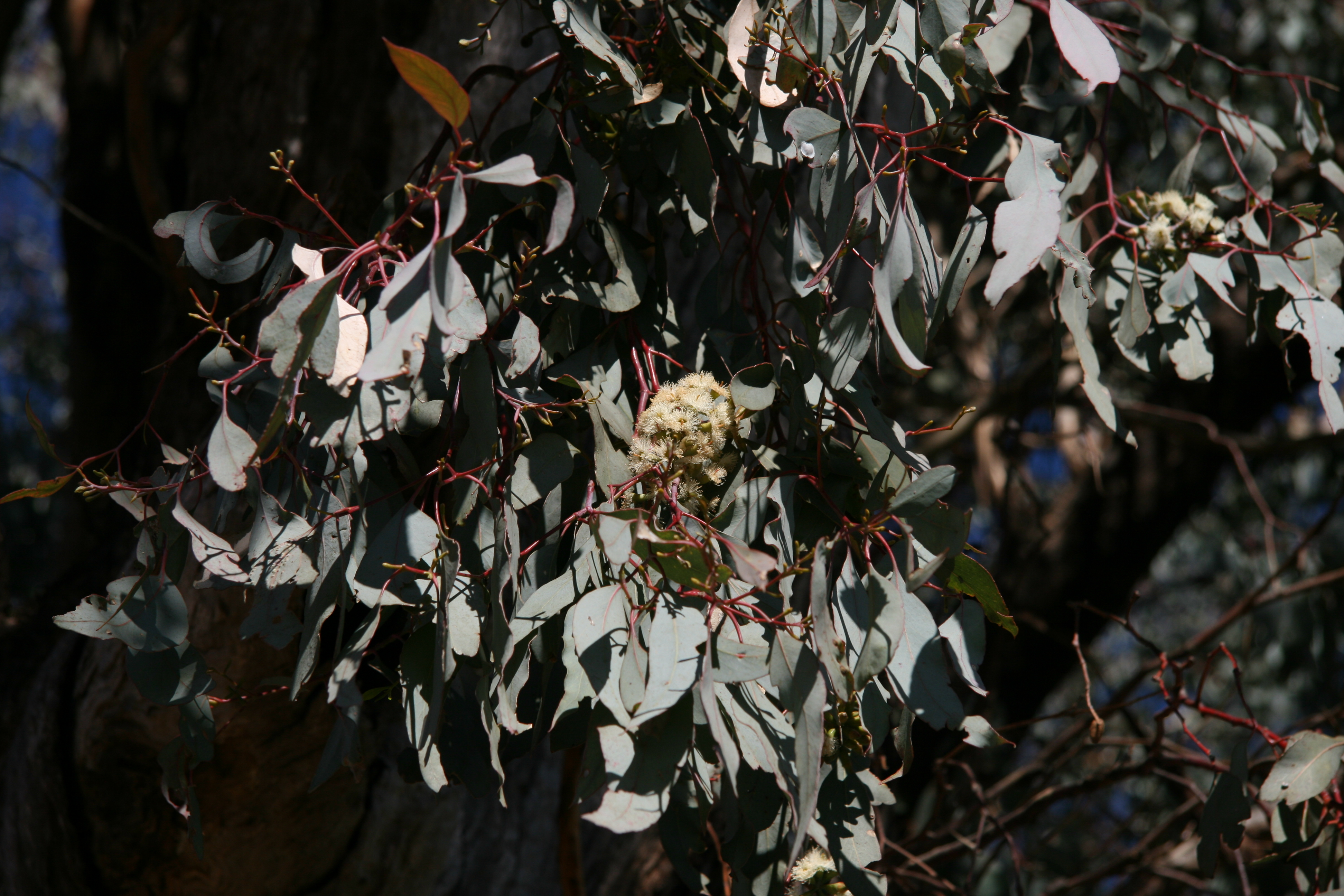
Laubblätter eines blühfähigen Exemplars und Blütenstände

### Erscheinungsbild und Blatt
Eucalyptus albens wächst als Baum, der Wuchshöhen bis 25 Metern erreicht und einen Lignotuber ausbildet. Die graue, weiß gefleckte, faserige, schuppige, oben glatte Borke verbleibt dauerhaft am gesamten Stamm und von ihr lösen sich kurze Streifen ab. Der mäßig gerade Stamm wächst etwa bis zur Hälfte der Endhöhe und kann einen Brusthöhendurchmesser von über 1,3 Meter erreichen. Er besitzt eine verzweigt ausgebreitete Baumkrone.
Bei jungen Exemplaren ist bei den gestielten Laubblättern die Blattspreite 5 bis 10,5 Zentimeter lang sowie 5 bis 10 Zentimeter breit, eiförmig (ovat) bis kreisrund (orbikulat) und blaugrün, graugrün, blaugrau oder gräulich. Die gestielten Laubblätter an älteren Bäumen besitzen eine 7 bis 16,5 Zentimeter lange und 1,7 bis 4,3 Zentimeter breite, lanzettliche (lanzeolate) oder breit-lanzettliche bis eiförmige und ganzrandige Blattspreite, die matt blaugrün, graugrün, blaugrau bis gräulich ist.

### Blütenstand und Blüte
Der auf einem 0,8 bis 1,8 cm langen Blütenstandsstiel sitzende doldenförmige Blütenstand enthält etwa sieben Blüten. Die Blüten sind sitzend oder stehen an kurzen, bis zu 5 mm langen, stielrunden Blütenstielen. Die Farbe der Blüten ist weiß.

### Frucht und Samen
Die Früchte sind bei einer Länge von 6 bis 15 Millimetern sowie einem Durchmesser von 5 bis 10 Millimetern zylindrisch, urnen- oder fassförmig. Der Samen ist schwärzlich, braun oder grau, 1 bis 2 mm lang, unregelmäßig abgeflacht bis eiförmig und manchmal am Ende zugespitzt.

## Vorkommen
Das Verbreitungsgebiet erstreckt sich in Australien vom südöstlichen Queensland über die westlichen Abhänge New South Wales bis zum östlichen Victoria. Eine isolierte Population befindet sich nahe Melrose in den südlichen Flinders Ranges in Südaustralien. Eucalyptus albens kommt an höher gelegenen, steinigeren Standorten als die verwandte Art Eucalyptus microcarpa vor.

## Taxonomie
Die Erstbeschreibung von Eucalyptus albens erfolgte 1867 durch George Bentham nach Auswertung des von dem Entdecker und Botaniker Allan Cunningham gesammelten Materials.

## Nutzung
Das Kernholz ist hellbraun. Hauptsächlich wird das sehr harte und schwere Holz für Baukonstruktionen, Bahnschwellen und Zaunpfosten genutzt. Eucalyptus albens ist eine gute Bienentrachtpflanze, die Blüten erscheinen von März bis Mai.